# CNBC
CNBC är världens största nyhetskanal för i huvudsak finans- och ekonominyheter från USA, Europa och Asien. Kanalen började sända den 17 april 1989 och ägs av den internationella mediekoncernen NBC Universal som även äger filmbolaget Universal, TV-bolaget NBC samt en lång rad med kabelkanaler. CNBC sänder i dels lokala versioner till tittare över hela jordklotet och når 390 miljoner möjliga tittare. Stora delar av sändningarna sker från företagets huvudkontor i New Jersey strax utanför New York samt från det europeiska huvudkontoret i centrala London, Storbritannien.
I Sverige visas CNBC Europe, som dygnet runt har sändningar från kanalens redaktioner och studior i London, New York och Hongkong. Utbudet består av affärs- och finansnyheter, börsinformation, intervjuer med beslutsfattare och affärsledare, egenproducerade dokumentärer ("CNBC Originals") samt, lokalt över Europa, sport på helgerna och late night-talkshows följt av NBC Nightly News under sena kvällar. 

## Lokala versioner
CNBC finns förutom i den amerikanska versionen i en europeisk version, CNBC Europe, och asiatisk, CNBC Asia. Dessa kanaler blandar amerikanska sändningar med lokala program producerade i respektive världsdel. I USA finns även systerkanalen CNBC World som direktsänder de lokala programmen från CNBC Europe och CNBC Asia till amerikanska tittare. Med hjälp av kanalens nät-, mobil- och smart-TV-tjänst är samtliga dessa tre versioner tillgängliga i Sverige.
Förutom de tre stora kanalerna CNBC (USA), CNBC Europe och CNBC Asia driver man även ett antal lokala kanaler, ofta i samarbete med lokala aktörer. Några exempel är Class CNBC i Italien, CNBC-e i Turkiet, CNBC Arabiya i Mellanöstern, Nikkei CNBC i Japan, CNBC-TV18 och CNBC Awaaz i Indien, CNBC Pakistan i Pakistan samt CNBC Latin America till Latin- och Sydamerika. Dessutom finns versioner vars enda lokala innehåll är en lokal ticker, som till exempel CNBC UK, CNBC Singapore, CNBC Nordic (till de nordiska länderna), CNBC Germany, CNBC Hongkong and CNBC Australia.
Den europeiska versionen av kanalen har tidigare sänt modernätverket NBC:s talkshower med Jay Leno och Conan O'Brien under sen kvällstid. Sedan 2012 sänds Jimmy Fallons talkshow dagligen. Kl 00.30 visas nyhetsprogrammet NBC Nightly News vilken är USA:s mest sedda nationella nyhetssändning och kan beskrivas som USA:s motsvarighet till vårt svenska Rapport. Vid större nyhetshändelser brukar CNBC Europe ofta återutsända sin amerikanska systerkanal MSNBC:s direktsända bevakning. Så skedde till exempel under det andra Gulfkriget då CNBC Europe återutsände MSNBC dygnet runt under en period på ett par veckor.

## Distribution i Sverige
CNBC distribueras dygnet runt av de flesta större operatörer i Sverige, som till exempel Com Hem, FastTV och Tele2Vision. Sändningar är också tillgängliga via webben, mobiler samt olika appar för smart-TV.